# Яркополенська сільська рада (Джанкойський район)
Яркопо́ленська сільська́ ра́да — адміністративно-територіальна одиниця та орган місцевого самоврядування у Джанкойському районі Автономної Республіки Крим. Адміністративний центр — село Ярке Поле.

## Загальні відомості
- Населення ради: 2 470 осіб (станом на 2001 рік)

## Населені пункти
Сільській раді підпорядковані населені пункти:
- с. Ярке Поле
- с. Арбузівка
- с. Веселе
- с. Відрадне
- с-ще Дібрівка
- с. Нахідка
- с. Слов'янка
- с. Тімірязєве

## Склад ради
Рада складається з 16 депутатів та голови.
- Голова ради: Московець Віктор Васильович
- Секретар ради: Каплинська Світлана Борисівна

### Керівний склад попередніх скликань
| Прізвище, ім'я, по батькові | Основні відомості                                                                                  | Дата обрання | Дата звільнення |
| --------------------------- | -------------------------------------------------------------------------------------------------- | ------------ | --------------- |
| Московець Віктор Васильович | Сільський голова, 1964 року народження, освіта вища, член Всеукраїнського об'єднання «Батьківщина» | 26.03.2006   | 31.10.2010      |
| Московець Віктор Васильович | Сільський голова, 1964 року народження, освіта вища, член Партії регіонів                          | 31.10.2010   |                 |

Примітка: таблиця складена за даними сайту Верховної Ради України

### Депутати
За результатами місцевих виборів 2010 року депутатами ради стали:

#### За суб'єктами висування
| Суб'єкт висування | Кількість обраних депутатів | %   |
| ----------------- | --------------------------- | --- |
| Партія регіонів   | 16                          | 100 |

#### За округами
| № округу        | Прізвище, ім'я, по батькові      | Дата визнання обраним | Освіта  | Партійна приналежність | Відомості про обраного депутата                                                     |
| --------------- | -------------------------------- | --------------------- | ------- | ---------------------- | ----------------------------------------------------------------------------------- |
| Партія регіонів |                                  |                       |         |                        |                                                                                     |
| 1               | Коренькова Ганна Григорівна      | 02.11.2010            | вища    | член Партії регіонів   | Яркополенська сільська рада, касир                                                  |
| 2               | Лютенко Наталя Євгенівна         | 02.11.2010            | вища    | член Партії регіонів   | Джанкойська ЦРЛ, лікар                                                              |
| 3               | Яровець Раїса Вікторівна         | 02.11.2010            | вища    | член Партії регіонів   | тимчасово не працює                                                                 |
| 4               | Рябчиков Віктор Анатолійович     | 02.11.2010            | вища    | член Партії регіонів   | пенсіонер                                                                           |
| 5               | Маюн Тетяна Георгіївна           | 02.11.2010            | середня | член Партії регіонів   | Яркополенський державний освітній заклад, кухар                                     |
| 6               | Аблямітов Зінур Таірович         | 02.11.2010            | вища    | позапартійний          | сільське комунальне підприємство «Астра», директор                                  |
| 7               | Мулік Тетяна Антонівна           | 02.11.2010            | середня | член Партії регіонів   | ВАТ «Дружба народів», охоронець                                                     |
| 8               | Яльчі Ібрагім Абдуллайович       | 02.11.2010            | середня | позапартійний          | Яркополенська загальноосвітня школа, кочегар                                        |
| 9               | Жуков Віталій Васильович         | 02.11.2010            | середня | позапартійний          | приватний підприємець                                                               |
| 10              | Лютенко Лариса Володимирівна     | 02.11.2010            | вища    | член Партії регіонів   | Яркополенська сільська рада, спеціаліст із земельних питань                         |
| 11              | Сейдаметова Валентина Степанівна | 02.11.2010            | середня | член Партії регіонів   | Джанкойське управління праці та соціального захисту населення, соціальний працівник |
| 12              | Воробець Ніна Олексіївна         | 02.11.2010            | вища    | член Партії регіонів   | Яркополенська сільська рада, бухгалтер                                              |
| 13              | Москалюк Любов Василівна         | 02.11.2010            | вища    | член Партії регіонів   | Яркополенська сільська рада, головний бухгалтер                                     |
| 14              | Каплинська Світлана Борисівна    | 02.11.2010            | вища    | член Партії регіонів   | Яркополенська сільська рада, секретар                                               |
| 15              | Пасічникова Катерина Олексіївна  | 02.11.2010            | середня | член Партії регіонів   | Джанкойське управління праці та соціального захисту населення, соціальний працівник |
| 16              | Смолянюк Ольга Юріївна           | 02.11.2010            | вища    | позапартійна           | пенсіонер                                                                           |